# Burrington Combe
Burrington Combe är en ravin i Storbritannien.   Den ligger i riksdelen England, i den södra delen av landet, 180 km väster om huvudstaden London. Burrington Combe ligger 129 meter över havet.
Terrängen runt Burrington Combe är kuperad söderut, men norrut är den platt. Runt Burrington Combe är det ganska tätbefolkat, med 144 invånare per kvadratkilometer. Närmaste större samhälle är Bristol, 18,0 km nordost om Burrington Combe. Trakten runt Burrington Combe består i huvudsak av gräsmarker.